# NGC 4386
NGC 4386 este o galaxie lenticulară situată în constelația Dragonul. A fost descoperită în 10 decembrie 1797 de către William Herschel. Se află la o distanță de 27,16 de megaparseci de Pământ.